# Tunnel Freiatzenbach
Der Tunnel Freiatzenbach ist ein 175 m langer Tunnel der Bundesstraße 317 (B 317) durch Zell im Wiesental. Er besteht aus einem Fahrtunnel mit zwei Fahrstreifen.

## Geschichte
Die Diskussion um eine Umgehungsstraße hat ihre Ursprünge bereits nach dem großen Stadtbrand 1818, im Januar 1939 trug Bürgermeister Lohrmann dem Gemeinderat vor, dass nach kürzester Frist mit dem Bau der Umgehungsstraße zu rechnen sei. Tatsächlich wurden die Pläne aber erst Ende der 1950er Jahre konkreter. Die Straßenbauverwaltung hat 1960 die Planung für eine Hangtrasse zur Umgehung der beiden Ortsdurchfahrten Zell und Atzenbach beauftragt. In dieser Planung war ein Tunnel durch den Grendelfelsen vorgesehen, die Straße sollte von dort hoch an den Westhang von Zell geführt werden und nach dem Abstieg in Freiatzenbach entlang der Wiese verlaufen. Der Entwurf für diese ca. 5,2 km lange Umgehungsstraße Zell–Atzenbach wurde 1965 mit veranschlagten Kosten in Höhe von 23,5 Mio. DM zur Genehmigung vorgelegt. Ausgewiesen wurde der Baubeginn im Ausbauplan für die Bundesfernstraßen nach 1970.
Aufgrund der Kürzung von Straßenbaumitteln und Aufteilung in Dringlichkeitsstufen, wurde 1975 der Baubeginn auf nach 1986 verschoben. Danach entwickelte sich in der zweiten Hälfte der 1970er Jahre aus der Hang- die Tunnellage und die Große Umgehung Zell–Atzenbach wurde geteilt. Die Kosten für die Realisierung des 1979 aufgestellten neuen Vorentwurfs für die Umgehung Zell wurden mit 76 Mio. DM beziffert. Neben dem Grendeltunnel (ca. 350 m) war ein weiterer Tunnel durch den Möhrenberg (ca. 750 m) vorgesehen. Der Plan wurde aufgrund der hohen Kosten wieder verworfen.
1982 wurde die Idee der „kleinen Umgehung“ entworfen, und im Januar 1983 vom Straßenbauamt dem Gemeinderat vorgestellt. Es sah eine Verlängerung der Schopfheimer Straße bis zum Feuerwehrgerätehaus vor, und von dort über die Freiatzenbacher Brücke wieder zurück zum ursprünglichen Verlauf der Bundesstraße auf der Schönauer Straße. Die Kosten dieser Lösung wurden mit 9,78 Mio. DM beziffert. Im August 1985 wurde das Planfeststellungsverfahren für den 1. Bauabschnitt der „Kleinen Umgehung“ eingeleitet. Die Stadt Zell lehnte die Übergangsstrecke am Ende des 1. Bauabschnitts (Querung der Wiese über die Freiatzenbacher Brücke) jedoch ab und forderte die Weiterführung in Richtung Atzenbach.
Nach weiteren Planänderungsverfahren und Erörterungsterminen in den Jahren 1986 und 1987 wurde das Planfeststellungsverfahren für den 1. Bauabschnitt durch Beschluss des Regierungspräsidiums Freiburg im Dezember 1988 abgeschlossen und wurde – nach sechs Klagen gegen den Planfeststellungsbeschluss – im Mai 1991 unanfechtbar.
Die konkreten Planungen für den 2. Bauabschnitt, der Weiterführung vom Ende des ersten Bauabschnitts bis Atzenbach, begannen Ende 1985. Hier war zunächst eine Straßenführung in Tieflage durch Freiatzenbach und der Anschluss an die bestehende B 317 geplant. Im weiteren Verlauf der Planungen entwickelte sich die Variante einer neuen Wiesenbrücke und eines Tunnels durch Freiatzenbach. Der im August 1989 aufgestellte Vorentwurf des Straßenbauamtes für den ca. 1 km langen 2. Bauabschnitt der kleinen Umgehung Zell wurde vom Innenministerium Baden-Württemberg im April 1990 genehmigt und im August mit dem Sichtvermerk des Bundesministers für Verkehr versehen. Das Planfeststellungsverfahren wurde im Februar 1991 eingeleitet und nach Planoffenlage und Erörterungstermin im Oktober 1991 am 13. November 1992 abgeschlossen. Nach einer Klage vor dem Verwaltungsgerichtshof Baden-Württemberg wurde der Planfeststellungsbeschluss am 17. August 1993 rechtskräftig.
Am 16. Februar 1996 fand der „Erste Baggerbiss“ für das Tunnelbauwerk statt. Vorgenommen wurde dieser durch den damaligen Umwelt- und Verkehrsminister des Landes Baden-Württemberg, Hermann Schaufler. Die Brücke zum Anschluss an die B 317 am Ortsende Zell wurde von Herbst 1996 bis Juli 1998 gebaut, der Tunnel mit Einbringung der Fahrbahndecke auf der gesamten Strecke des 2. Bauabschnitts im Juli 1999 vollendet.
Die Gesamtkosten der Umgehungsstraße beliefen sich auf 42,1 Mio. DM, der Tunnel alleine kostete 11 Mio. DM.
Im Jahr 2021 wurde der Tunnel mit Notrufsprechstellen nachgerüstet.

## Ausführung
Aufgrund der maximalen Überdeckung von 5,7 m entschied man sich dazu, den Tunnel in offener Bauweise zu erstellen.
Die Sicherung der bis zu 15 m tiefen Baugrube erfolgte außerhalb der Bebauung mittels einer rückverankerten Spritzbetonschale, in unmittelbarer Nähe der Wohngebäude auf der Ostseite des Tunnels mit einer überschnittenen Bohrpfahlwand mit aufgesetzter Trägerbohlwand. Der Bohrpfahl wurde zudem noch im anstehenden Fels verankert. Die auf der Westseite vorbeiführende Freiatzenbacher Straße wurde mit einem Berliner Verbau gesichert. Der Erdaufbruch erfolgte teils mit schwerem Gerät, teils durch Sprengen, das brauchbare Material wurde in den Straßendamm nördlich des Tunnels verbaut.
Der Freigraben, ein Nebenbach der Wiese, wurde behelfsmäßig mit einer stählernen Bahnbrücke über die Baugrube geführt, nach Fertigstellung des Tunnels wurde der Bach in offenem Lauf auf die Tunneldecke gelegt.
Der Tunnel hat eine lichte Weite von 9,65 m und eine lichte Höhe von 4,5 m. Die Fahrbahnbreite beträgt im Tunnel 7,5 m. Das Tunnelprofil ist unten nicht geschlossen, weshalb die (damals ebenfalls neue) Mischwasserkanalisation mit der Tunnelentwässerung unter der Fahrbahn verlegt werden konnte. Die Tunnelentwässerung kann bei Bedarf in ein unterirdisch liegendes Rückhaltebecken am Südportal geleitet werden, dass insbesondere als Auffangbecken bei Ölunfällen dient.
Der Tunnel weist ein maximales seitliches Gefälle von 6 % auf und wird nur auf der Westseite entwässert.
Der sichtbare Beton des Tunnels und die Lärmschutzelemente wurden mit rotem Terrament-Zement ausgeführt, was sich optisch an die Stützmauern der Umgehungsstraße südlich des Tunnels anpasst.
Eröffnet wurde der Tunnel mit einem Festakt am 30. September 1999, dem ein Straßenfest am 2. und 3. Oktober 1999 folgte, bei dem man die neue Umgehungsstraße inklusive des Tunnels zu Fuß begehen konnte. Die Freigabe für den Verkehr erfolgte in den darauffolgenden Tagen.

## Belege
- Festschrift zur Eröffnung der Umgehungsstraße B 317 Zell im Wiesental, 30. September 1999, Hrsg. Straßenbauamt Bad Säckingen zusammen mit der Stadt Zell im Wiesental.